# Giulio Bresci
Giulio Bresci (Prato, 29 novembre 1921 – Prato, 8 agosto 1998) è stato un ciclista su strada italiano, professionista tra il 1944 e il 1955.

## Carriera
Corridore polivalente, che gareggiò con la casacca di diverse formazione. Le principali vittorie da professionista furono due tappe e la classifica finale della Ronde de France nel 1946, due tappe al Tour de Suisse tra il 1947 e il 1948, la tappa di Lugano del Giro d'Italia 1947 (la prima della storia della corsa rosa con arrivo all'estero) e una tappa al Tour de Romandie del 1948. Concluse per cinque volte il Giro d'Italia nei primi 10 (terzo nel 1947 alle spalle di Fausto Coppi e Gino Bartali) e fu due volte secondo al Tour de Suisse.

## Palmarès
- 1941 (dilettanti)

Bologna-Raticosa
Coppa Giulio Burci
- 1946 (Welter, tre vittorie)

2ª tappa Ronde de France (Pau > Tolosa)
4ª tappa Ronde de France (Montpellier > Gap)
Classifica generale Ronde de France
- 1947 (Welter, due vittorie)

4ª tappa Tour de Suisse (Sion > Bienne)
19ª tappa Giro d'Italia (Sant'Eufemia della Fonte/Brescia > Lugano)
- 1948 (Wilier & Allegro, tre vittorie)

Gran Premio Industria e Commercio di Prato
2ª tappa Tour de Suisse (Basilea > La Chaux-de-Fonds)
4ª tappa, 1ª semitappa Tour de Romandie (Le Locle > Lancy)

### Altri successi
- 1946 (Welter)

Classifica scalatori Ronde de France

## Piazzamenti

### Grandi Giri
- Giro d'Italia

1946: 6º
1947: 3º
1948: 7º
1949: 7º
1950: 9º
1951: 13º
1952: 37º
1953: 34º
- Tour de France

1950: ritirato (12ª tappa)
1952: 62º

### Classiche monumento
- Milano-Sanremo

1943: 9º
1946: 26º
1947: 17º
1949: 21º
1951: 13º
1952: 92º
1955: 73º
- Giro di Lombardia

1945: 16º
1946: 11º
1947: 14º
1948: 19º
1949: 7º
1951: 50º
1952: 53º